# Matija Perski
Matija (Mathias) Perski (Persky), arhitekt, * 17. februar 1716, Dobersberg (Avstrija), † 21. februar 1761, Ljubljana

## Življenjepis
Od januarja 1744 je študiral arhitekturo na dunajski umetnostni akademiji. Zaradi začasnega zaprtja akademije je študij predčasno končal leta 1745 pri Johannu Adamu Loscherju. Sodobna dunajska baročna arhitektura ga je močno  zaznamovala.
Sprva je deloval v Gradcu. Leta 1747 se je preselil v Ljubljano in tu delal najprej kot polir. Leta 1748 je dobil meščanstvo in obrtno dovoljenje in se poročil s Terezijo Maček, hčerko stavbenika Gregorja Mačka mlajšega (1701-45). Njegov ugled je naglo rasel, tudi zaradi podpore barona Franca Henrika Raigersfelda in ljubljanskega knezoškofa grofa Ernesta Amadeja Attemsa. V petdesetih letih 18. stoletja je postal vodilni arhitekt na Kranjskem in uveljavil mehke in valovite oblike češko-avstrijskega baroka, ki so izrinile tradicijo beneško usmerjene arhitekture. Leta 1755 so mu kranjski deželni stanovi podelili službo deželnega stavbnega mojstra. Leta 1757 je postal predstojnik ceha zidarjev in kamnosekov na Kranjskem. Leta 1758 mu je tašča Marjeta Maček tudi uradno prepustila ugledno in obsežno zidarsko podjetje Maček, ki ga je vodila od leta 1745 dalje.

## Dela
Arhivsko so zabeležena naslednja dela Matije Perskega: obsežna prezidava Raigersfeldove hiše na Mestnem trgu 17 v Ljubljani, prezidava knezoškofovske rezidence in gradnja kolegijske župnijske cerkve sv. Mohorja in Fortunata v Gornjem Gradu, zvonik župnijske cerkve Marijinega vnebovzetja v Dobrovi pri Ljubljani, prezidava Obresove hiše na mestnem trgu 18 v Ljubljani, prezidava dvorca Dol pri Ljubljani, župnijska cerkev sv. Petra v Naklem, dvorec Novo Celje pri Žalcu.
Po slogovnih značilnostih mu zanesljivo pripisujejo v Ljubljani Barbovo palačo na Gosposki 3, prezidavo Cobenzlove palače na Novem trgu 4, prezidavo Erbergove palače na Starem trgu 9, dvorni špital na Vodnikovem trgu 5; dalje grajsko kapelo v dvorcu Čušperk, cerkveni zvonik in slavnostno dvorano oz. Opatovo kapelo v cistercijanskem samostanu Stična, župnijsko cerkev sv. Ingenuina in Albuina v Koroški Beli in prezidavo dvorca Zaprice pri Kamniku.